# Timefold
Timefold is een Belgische software onderneming die een oplossing biedt voor geautomatiseerde planning en optimalisatie van roosters. Het bedrijf heeft zijn hoofdkantoor in Gent, België.

## Geschiedenis
De technologie van Timefold vindt haar oorsprong in OptaPlanner, een open-source constraint-solver die midden jaren 2000 werd ontwikkeld door Geoffrey De Smet en later werd onderhouden door Red Hat onder Geoffrey’s leiding. Eind 2022 kondigde Red Hat aan dat het de ondersteuning voor het project zou stopzetten. Als reactie daarop richtten De Smet en Maarten Vandenbroucke begin 2023 Timefold BV op, waarbij zij de OptaPlanner-codebase als basis namen om de Timefold Solver te creëren.
In maart 2023 haalde Timefold een pre-seedinvestering van €2 miljoen op onder leiding van het Belgische Smartfin. Timefold werd midden 2023 officieel gelanceerd. In september 2024 haalde het nog eens €6 miljoen op in een seed-ronde onder leiding van het Europese Lakestar, met deelname van Smartfin. De financiering werd gebruikt voor de ontwikkeling van PlanningAI.

## Timefold Solver
Timefold werkt volgens een commercieel open-source model. De kern van de Timefold Solver is beschikbaar onder een Apache-licentie. De Solver gebruikt constraint-oplossing algoritmen en heuristische zoektechnieken om complexe optimalisatieproblemen op te lossen, zoals Vehicle Routing Problems (VRP) en de planning van ploegenroosters. Gebruikers kunnen constraints definiëren met programmeertalen zoals Java en Kotlin.